# Раян Гелд
Раян Гелд (англ. Ryan Held, нар. 27 червня 1995, Спрингфілд, Іллінойс, США) — американський плавець, олімпійський чемпіон 2016 року, чемпіон світу 2022 року.

## Виступи на Олімпійських іграх
| Олімпіада           | Дисципліна             | Місце |
| ------------------- | ---------------------- | ----- |
| Ріо-де-Жанейро 2016 | 4x100 м вільним стилем | 1     |